# Steganomima polymorpha
Steganomima polymorpha là một loài bướm đêm trong họ Geometridae.